# Endokrini sustav
Endokrini sustav je sustav žlijezda s unutarnjim lučenjem, a proizvodi njihovog lučenja zovu se hormoni. Osim klasičnih endokrinih žlijezda mnoge stanice, tkiva (primjerice masno tkivo) i organi (primjerice bubrezi) također proizvode hormone i važan su dio endokrinog sustava.  
Hormoni po kemijskom sastavu mogu biti: 
- peptidi i proteini
- steroidi
- prostaglandini
- amini

Oni su zaslužni za regulaciju raznih fizioloških procesa poput metabolizma, rasta i razvoja, a djeluju i na raspoloženje (npr.: stres).
Dio medicine koji se time bavi je endokrinologija iz grane interne medicine.
Primjeri endokrinih žlijezde su hipofiza, štitna žlijezda i nadbubrežna žlijezda. Za razliku od njih, tipične egzokrine žlijezde su žlijezde slinovnice, znojne žlijezde i žlijezde u probavnom sustavu. Gušterača je primjer endokrine i egzokrine žlijezde.

## Funkcija endokrinog sustava
Endokrini sustav je signalni informativni sustav sličan živčanom sustavu. Dok živčani sustav koristi živce za upravljanje informacijama, endokrini sustav koristi krvne žile kao informacijske kanale. Žlijezde u raznim dijelovima tijela u krvotok otpuštaju specifične kemijske spojeve zvane hormoni koji potom reguliraju razne funkcije u organizmu. Hormoni se otpuštaju direktno u lokalnu krvnu žilu i potom putuju krvotokom i djeluju točno na onaj organ ili funkciju za koju su namijenjeni, odnosno onaj koji ima receptore za određeni hormon. To je klasično endokrino djelovanje hormona. 
Cilj djelovanja hormona također može biti i stanica koja ga luči (autokrino djelovanje) ili stanice u neposrednoj blizini (parakrino djelovanje). 
Neke žlijezde međusobno su povezane i djeluju jedna preko druge mehanizmom povratne sprege poput primjerice hipotalamusa, hipofize i nadbubrežne žlijezde.

#### Hipotalamičko-hipofizni sustav
Hipotalamus oslobađa hormone koji potom živčanim vlaknima odlaze u središnju endokrinu žlijezdu hipofizu koja zatim oslobađa hipofizne hormone koji će djelovati na periferne endokrine žlijezde. Hormoni oslobođeni u perifernim endokrinim žlijezdama su djelatni hormoni, oni kruže krvotokom i hvataju se na receptore ciljnog organa. Djelatni hormoni djeluju na principu povratne sprege odnosno pod nadzorom centralne kontrole koja održava koncentraciju hormona u tijelu na željenoj razini. Ako se dogodi povećana koncentracija djelatnog hormona, to će se registrirati u hipotalamusu, slijedi smanjeno izlučivanje hormona u hipotalamusu, pa u hipofizi i konačno u perifernoj endokrinoj žlijezdi. Hipotalamus proizvodi oslobađajuće i inhibirajuće hormone.

## Endokrine žlijezdeihormoni
- Hipotalamus:

- - Faktor lučenja adrenokortikotropina (CRH) - potiče lučenje adrenokortikotropina (ACTH).
  - Faktor lučenja hormona rasta (GRH) - potiče lučenje hormona rasta (GH).
  - Faktor lučenja gonadotropina (GnRH) -  potiče lučenje FSH i luteinizirajućeg hormona (LH).
  - Faktor inhibicije lučenja melatonina (MIH) - koči lučenje melatonina (MSH).
  - Faktor inhibicije lučenja prolaktina (PIH) - koči lučenje prolaktina.
  - Somatostatin (GIH) - koči lučenje hormona rasta (GH) i mnogih drugih hormona (tireotropin ili inzulin).

- Hipofiza
  - Adenohipofiza (prednji režanj):
    - Adrenokortikotropni hormon (ACTH) - potiče lučenje glukokortikoidnih hormona nadbubrežne žlijezde.
    - Tireotropni hormon (TSH) - potiče lučenje hormona štitne žlijezde.
    - Folikulostimuliraajući hormon (FSH) - potiče sazrijevanje folikula u jajnicima.
    - Prolaktin (PL ili LTH) - potiče proizvodnji proteina mlijeka u mliječnim žlijezdama.
    - Hormon rasta (GH) - potiče proizvodnju proteina i rast tkiva.
    - Luteinizirajući hormon (LH) - regulira sazrijevanje folikula, lučenje estrogena i progesterona, ovulaciju, nastanak žutog tijela, u muškaraca lučenje androgenih hormona.

  - Pars intermedia (srednji režanj) (samo u životinja):
    - Hormon stimulacije melanocita (MSH) (Intermedin) - potiče prozvodnju melanina u melanocitima (boja kože).

  - Neurohipofiza (stražnji režanj):
    - Antidiuretički hormon (ADH) (ili Vazopresin) - povećava reapsorpciju vode u bubrezima.
    - Oksitocin - izaziva kontrakcije glatkih mišića u maternici za vrijeme poroda i u dojkama pri dojenju.

- Epifiza (Pinealna žlijezda):
  - (Melatonin) - regulira cirkadijalni ritam (prilagodbu organizma na izmjene dana i noći).

- Štitna žlijezda:
  - Tiroksin (T4) - ubrzava metabolizam, povećava toplinu, potiče rast i razvoj.
  - Trijodtironin (T3)
  - Kalcitonin (Tireokalcitonin) - smanjuje otpuštanje kalcija iz kostiju i pojačava lučenje fosfata i kalcija urinom.

- Doštitne žlijezde:
  - Hormon doštitne žlijezde (Parathormon) (PTH) - potiče otpuštanje kalcija iz kostiju, povećava apsorpciju kalcija i smanjuje njegove izlučivanje.

- Gušterača (endokrini dio gušterače):
  - Glukagon - potiče razgradnju glikogena u jetri i otpuštanje glukoze u krv.
  - Inzulin - pojačava ulazak glukoze u stanice, posebno kod jetre i mišića

- Nadbubrežne žlijezde:
  - Srž nadbubrežne žlijezde - glavni učinci: porast krvnog tlaka, ubrzanja rada srca, širenje dišnih putova, pojačani metabolizam glukoze, usporavanje probave.
    - Adrenalin
    - Noradrenalin

- - Kora nadbubrežne žlijezde:
    - Mineralokortikoidni hormoni (U prvom sloju)
      - Aldosteron - potiču apsorpciju natrijevih iona u bubrezima.

    - Glukokortikoidni hormoni (kortikosteroidi) (U drugom sloju) - sudjeluju u prometu glukoze i koče upalne reakcije.
      - Kortizol - potiče stvaranje glukoze iz aminokiselina i glikogena u jetri, koči obrambene reakcije i upale u tkivima.
      - Kortizon
      - Kortikosteron

    - Androgeni (U trećem sloju) - muški spolni hormoni koje luči nadbubrežna žlijezda muškaraca i žena.
- Spolne žlijezde:
  - Estrogen - potiče razvoj jajašca i djeluje na endometrij maternice.
  - Progesteron - održava cikličke promjene endometrija maternice.
  - Testosteron - potiče razvoj spermija.

## Princip bolesti endokrinog sustava
Bolesti endokrinog sustava su vrlo uobičajena, jedna takva je i diabetes, problemi sa štitnom žlijezdom ili pretilost. Endokrine bolesti se zasnivaju na nepravilnoj raspodjeli hormona, lošim odazivom na signale, fizičko oštećenje ili nepravilnost žlijezde. 
- Hipofunkcija endokrine žlijezde može biti uzrokom gubljenja rezervi, smanjenim lučenjem ili nepravilnim razvojem, atrofija ili propadanje.
- Hiperfunkcija može kao razlog imati pojačano lučenje, neoplastične promjene (izrasline) ili pojačanu stimulaciju.

U endokrinim žlijezdama mogu nastati i tumori. 
Estrogeni receptori su se pokazali kao sudionici u razvoju raka dojke.

### Bolesti
- Akromegalija
- Nanosomija (patuljasti rast)
- Šećerna bolest (hiperglikemija, dijabetes)
- Bolesti kore nadbubrežne žlijezde
- Feokromocitom (tumor srži nadbubrežne žlijezde)
- Hipertireoza
- Hipotireoza
- Hiperparatireoidizam
- Hipoparatireoidizam
- Gigantizam